# Shin Dong-hyuk
Shin Dong-hyuk (né en 1982 sous le nom de Shin In Geun dans le centre de détention de Kaechon) est un rescapé nord-coréen vivant en Corée du Sud. Il est la seule personne à s'être échappée de la zone de contrôle maximal d'un camp d'internement nord-coréen dont on a pu recueillir le témoignage. Il est aussi la seule personne connue née dans un camp nord-coréen à s'en être échappée. La vie de Shin a été racontée dans la biographie Rescapé du camp 14 par le journaliste Blaine Harden.
Shin Dong-huuk s'est échappé du centre de détention de Kaechon en 2005, à 23 ans.
En juin 2013, Shin a reçu le prix du Courage Moral d'UN Watch.
Dans des aveux faits en 2014, l'ancien détenu a déclaré avoir menti sur plusieurs points. En particulier, loin d'avoir passé toute sa vie dans le camp de haute sécurité 14, il dit avoir été transféré à l'âge de 6 ans avec sa mère et son frère dans le camp 18, une colonie pénitentiaire au régime moins sévère.